# توماس ماسي
توماس هارود ماسي (بالإنجليزية: Thomas Harold Massie) هو سياسي أمريكي عن الحزب الجمهوري الأمريكي ولد في يوم 13 يناير 1971 في بلدة هنغتينغتون في ولاية فيرجينيا الغربية، هو نائب في مجلس النواب الأمريكي منذ سنة 2012 ويمثل ولاية كنتاكي ويصف نفسه بكونه تحرري جمهوري.
في عام 2012 قام ماسي بهزيمة بيل ادكينز في الانتخابات العامة والخاصة  لتمثيل شمالي ولاية كنتاكي في مجلس النواب، قبل انضمامه إلى الكونغرس.كان ماسي قاض تنفيذي في مقاطعة لويس في ولاية كنتاكي من عام 2011 إلى 2012، بدأ ماسي أيضا شركة أسست في ماساشوستس حيث درس فيها سابقا علم الروبوتات في «معهد ماساشوستس التكنولوجي» فهو مهندس من خلال التعليم والممارسة.

## حياته المبكرة، تعليمه، حياته المهنية
ولد توماس ماسي في هانتينغتون، فيرجينيا الغربية. نشأ في فينسبورغ كنتاكي. قابل زوجته رواندا في المدرسة الثانوية في فينسبورغ، كنتاكي.وكان والده موزع للمشروب «بيرة» في حانة.
حصل ماسي على شهادة بكالوريوس العلوم في الهندسة الكهربائية  وماجستير العلوم في الهندسة الميكانيكية  من «معهد ماساشوستس التكنولوجي». شارك ماسي في نادي السيارات الشمسية لمعهد«ماساشوستس التكنولوجي» والذي حصل على المركز الثاني مباشرة خلف فريق سويسري في مضمار سباق فونيكس الكهربائي والشمسي  ال 500 الذي أقيم في فيونيكس، أريزونا عام 1991.في ذلك الوقت حصل الفريق على بعض الأرقام القياسية العالمية من ضمنها سرعة دورة تزيد عن 99 كيلومتر في الساعة، وسرعة طريق مستقيم زادت عن 120 كيلومتر في الساعة.
في عام 1992 ربح ماسي جائزة «معهد ماساشوستس التكنولوجي» المسمى آنذاك 2.70 «مقدمة إلى التصميم والتصنيع»  والمسمى ألان 2.007 «مسابقة التصميم» وهو من النادر جدا إن يربح طالب هندسة غير ميكانيكية هذه المسابقة.ذكر البروفيسور وودي فلا ورز، الذي كان رائدًا في مسابقة 2.70، أن ماسي شاهد هذه المسابقة على شاشة التلفاز في الصف السابع وأراد المجيء إلى معهد ماساشوستس للتكنولوجيا للفوز في هذه المسابقة.
في عام 1993 بدأ ماسي وزوجته شركة تدعى «سينسابيل» للأجهزة. أكمل ماسي شهادة البكالوريوس في نفس السنة وكتب أطروحة البكالوريوس «تصميم ثلاث درجات من الحرية لواجهة تعكس حاجز القوة»
في عام 1995 فاز ماسي ب 30 إلف دولار كجائزة لملسون لطالب المعهد التكنولوجي للمخترعين، وجائزة ديفيد ولينسي  مورغانثولر الكبرى التي بلغت  10الاف دولار  في المسابقة السنوية السادسة  لخطة إعمال الريادة للأعمال التي تبلغ كلفتها  10الاف دولار. تم إعادة تأسيس الشركة تحت عنوان «تكنولوجيا سينسابيل»، في عام 1996 بعد انضمام ببل أوليت إلى الشركة. تم جمع 32$ مليون دولار من رأس المال الاستثماري، وكان لديهم 24 براءة اختراع و 70 موظف أخر.
وفي عام 1996 أيضًا، أكمل ماسي درجة الماجستير وكان عنوان رسالة الماجستير الخاصة به هو «الاستكشافات المفصلية الأولية» مع الشبح: اللمس الافتراضي من خلال تفاعل النقط.
باع ماسي الشركة، وعاد هو وزوجته إلى مسقط رأسهم في مقاطعة لويس. قاموا بتربية أطفالهم في مزرعة، حيث بني منزله الخشبي خارج الشبكة.

## القاضي التنفيذي لمقاطعة لويس
في عام 2010، تابع ماسي  مكتب القاضي التنفيذي في مقاطعة لويس. فاز ماسي بالانتخابات الأولية، وهزم شاغل الوظيفة بفارق كبير، واستمر في هزيمة خصمه الديمقراطي بحوالي 40 نقطة.  قام ماسي أيضًا بحملات لصالح   مرشح مجلس الشيوخ الأمريكي راوند بول، يتحدث إلى مجموعات الشاي المختلفة نيابة عنه.
استقال ماسي من منصب القاضي التنفيذي لولاية لويس اعتبارا من 30 يونيو عام 2012 .

## مجلس النواب الأمريكي

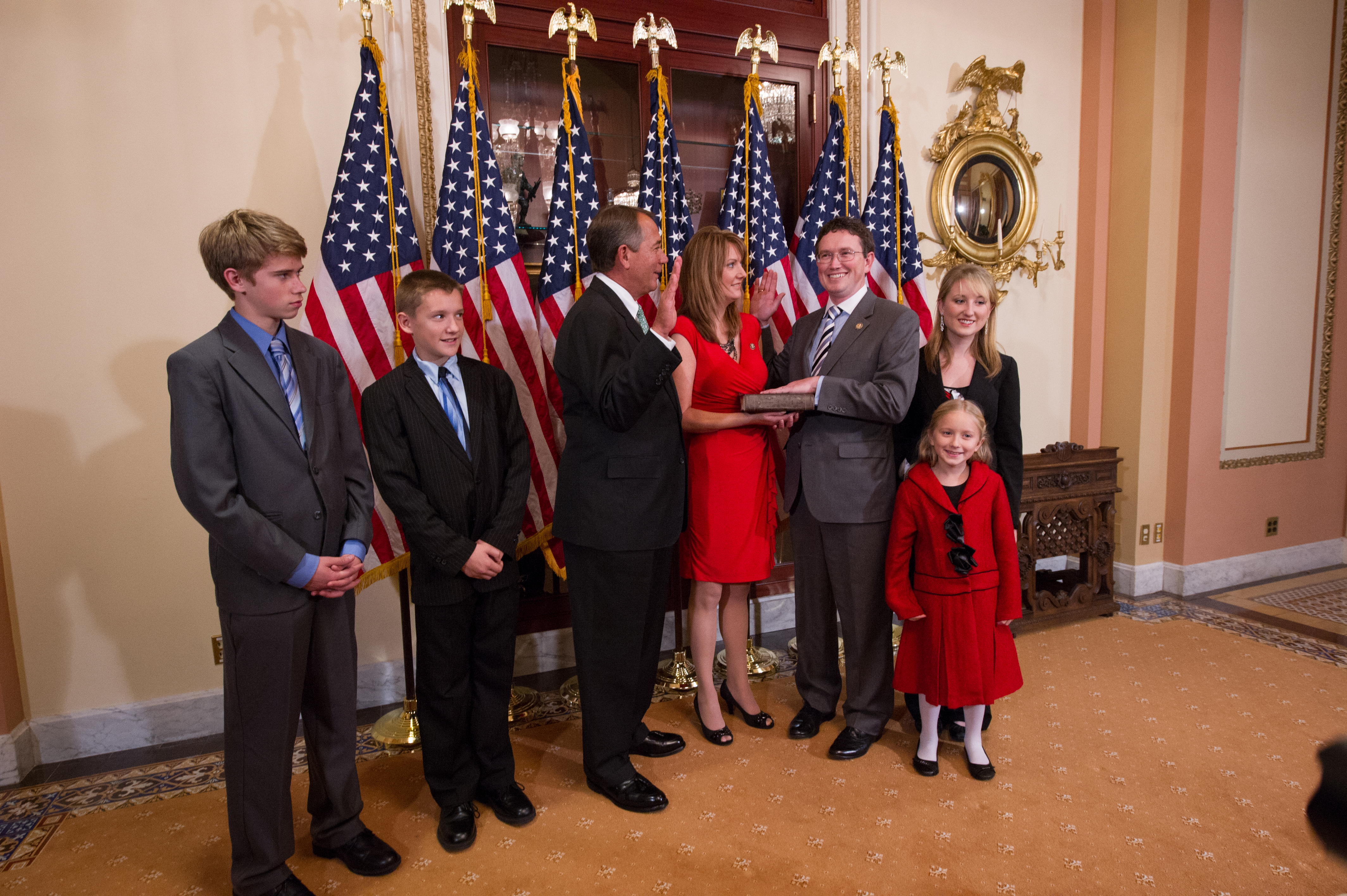
أداء القسم الرسمي لتوماس ماسي

### انتخابات 2012
في كانون الأول، ديسمبر عام 2011 أعلن عضو الكونغرس جيف ديفيز قراره التقاعد من مقعده في حي الكونغرس الرابع في كنتاكي. أعلن ماسي قراره الانضمام إلى السباق في 10 يناير 2012. حصل ماسي على تأييد السناتور راوند بول من كنتاكي، ووالد راوند، عضو الكونغرس عن تكساس رون  بول.
وحصل أيضا على موافقات كل من إعمال الحرية، نادي النمو، أصحاب البنادق الأمريكية، الشباب الأمريكيون من اجل الحرية..في 22 أيار (مايو) 2012، تم انتخاب توماس ماسي كمرشح جمهوري لمنطقة الكونغرس الرابعة، متغلبًا على أقرب خصومه، ممثل الدولة أليكيا ويب-إدنجتون والقاضي التنفيذي لمقاطعة بون، غاري مور، بهامش مزدوج الرقم.
في خطاب النصر الخاص به، شكر ماسي "حفل الشاي، حركة الحرية، الجمهوريين رونالد ريغان. تعرض ماسي للتحدي من قبل الديمقراطي ببل آدكنز في الانتخابات العامة، وكان من المتوقع أن يفوز في الانتخابات بفارق كبير. استقال ماسي من منصبه كقاضي تنفيذي في مقاطعة لويس، اعتبارًا من 30 يونيو 2012، من أجل التركيز على حملته للكونجرس الأمريكي، والسماح بإجراء انتخابات على الفور من أجل استبداله.خلفه نائب القاضي التنفيذي في مقاطعة لويس جون باتريك كولينز، الذي تم تعيينه مؤقتًا من قبل الحاكم ستيف بشير.
في 31 يوليو، تموز  2012، استقال عضو الكونغرس جيف ديفيس من منصبه، مستشهدا بقضية صحة الأسرة لرحيله المفاجئ. في 1 أغسطس 2012، صوتت لجنة الحزب الجمهوري لمنطقة الكونغرس الرابعة في كنتاكي بالإجماع على تأييد توماس ماسي كمرشح للحزب بمجرد إجراء انتخابات خاصة. دعا الحاكم ستيف بشير إلى إجراء انتخابات خاصة في نفس يوم الانتخابات العامة، 6 نوفمبر 2012 .هذا يعني أن ماسي سيخوض انتخابات منفصلة في نفس اليوم - واحد للحق في قضاء الشهرين الأخيرين من ولاية ديفيز الرابعة، وأخرى لفترة ولاية كاملة مدتها سنتان.
في 6 نوفمبر 2012، فاز ماسي بالانتخابات العامة والخاصة. لقد هزم خصمه بفارق واسع في كلتا الانتخابات.

### الولاية
أدى ماسي اليمين الدستورية ليخدم ميزان ولاية جيف ديفيس في 13 نوفمبر 2012. خدم ماسي في ثلاث لجان، بما في ذلك لجان النقل والبنية التحتية والرقابة والإصلاح الحكومي والعلوم والفضاء والتكنولوجيا.أصبح رئيسًا للجنة الفرعية للتكنولوجيا والابتكار، خلفًا للرئيس المنتهية ولايته بن كويل.كان ماسي هو العضو الوحيد في مجلس النواب للتصويت «الحاضر» على خطة العمل الشاملة المشتركة للاتفاق النووي الإيراني، مستشهداً بقلق دستوري من أن مجلس النواب لم يصادق على تلك المعاهدات وأنه ليس لديه سلطة للتصويت مع أو ضد الصفقة النووية.
انفصل ماسي عن غالبية حزبه من خلال معارضة إعادة انتخاب رئيس مجلس النواب جون بوينر، وبدلاً من ذلك أدلى بصوته لصالح عضو الكونغرس الجمهوري جوستين أماش من ولاية ميشيغان.في مايو، أيار  2013، قام بالتصويت ضد قانون الشجاعة المسروقة لعام 2013، الذي صدر من 390 إلى 3.  في ديسمبر، كانون الأول  2013، كان هو عضو الكونغرس الوحيد حيث قام بالتصويت ضد قانون الأسلحة النارية غير القابلة للكشف.في مارس 2014، صوت ماسي ضد مشروع قانون لتسمية إسرائيل كشريك استراتيجي أمريكي حيث صوت ماسي ب «لا» لأن هذا المشروع كان من شأنه أن يدعم شركات الطاقة الخضراء في إسرائيل.وقال إنه لن يدعم الإعانات التي تقدم إلى شركات الطاقة الخضراء الأمريكية، ناهيك عن الشركات الأجنبية.ومع ذلك، مرت الفاتورة والتصويت  بهامش 410 إلى 1.
في مايو 2014، اعترض توماس ماسي على تصويت صوتي لمنح نجم الجولف جاك نيكلوس ميدالية ذهبية تقديراً لـ «خدمته للأمة»، وطالب التصويت بنداء الأسماء، تم التصويت بسهولة، من 371 إلى 10، حتى منتصف يونيو عام 2014، صوت ماسي بـ «لا» على الأقل 324 مرة في المؤتمر الحادي عشر بعد المائة - معارضة واحدة من كل ثلاثة تدابير جاءت إلى مجلس النواب، اسماه بوليتيكو «السيد لا»، في نوفمبر 2016، صوت ماسي ضد تمديد العقوبات الأمريكية ضد إيران، حيث كان العضو الوحيد في مجلس النواب الذي فعل  ذلك.
ماسي يعرف نفسه بأنه محافظ دستوري، يؤمن بالملكية الفكرية ويعتقد أنه من الضروري تحفيز الابتكار، وقد لاحظ ماسي أن هذا هو واحد من المجالات التي لا يعرّفها بأنها تحررية. في عام 2017، قدم ماسي مشروع قانون من صفحة واحدة من شأنه إلغاء وزارة التعليم بالولايات المتحدة، وبرعاية مشروع قانون من شأنه إلغاء وكالة حماية البيئة، في أبريل 2017، عبر ماسي عن شكوكه حول دور الرئيس السوري بشار الأسد في هجوم خان شيخون الكيميائي لعام 2017.في 4من  مايو 2017، كان ماسي  هو العضو الوحيد في مجلس النواب الذي صوت ضد العقوبات المفروضة على كوريا الشمالية، والذي كان التصويت النهائي هو 419-1.
في يوليو 2017 انضم ماسي إلى النواب جستن أماش، جون دانكن، سينز، راند بول، بيرني ساندرز، في معارضة مشروع قانون يفرض عقوبات اقتصادية جديدة ضد روسيا وإيران وكوريا الشمالية. عارض الرئيس ترامب مشروع القانون، مشيرا إلى أن العلاقات مع روسيا كانت بالفعل  «في أدنى مستوياتها وخطيرة». قام مع ذلك، بتوقيع مشروع القانون. في 29 ديسمبر 2017، صوتت ماسي  لصالح قانون تخفيض الضرائب وفرص العمل وقبل التصويت، صرح «ماسي» بأنه سيدعم مشروع القانون من أجل خفض الضرائب، لكنه سيعارض «الإنفاق الحكومي الجديد»، على الرغم من مبلغ 1.5 تريليون دولار الذي سيضاف إلى الدين الوطني وفقًا لمكتب ميزانية الكونغرس في أعقاب  تمرير القانون. اعتبارًا من يناير 2019، تم تصنيف ماسي في المرتبة الأولى في قائمة المحافظين «المعتدلين» في أفضل 25 محافظ .في 26 مارس 2019، كان ماسي واحدًا من أربعة عشر جمهوريًا صوتوا مع جميع الديمقراطيين في مجلس النواب للتغلب على حق النقض الذي استخدمه الرئيس ترامب لإلغاء إعلان الأخير عن حالة طوارئ وطنية على الحدود الجنوبية.
في عام 2019، وقَّع ماسي خطابًا بقيادة النائب" رو خانا" والسناتور" راوند بول" إلى الرئيس "ترامب" مؤكدًا أنه: "قد مضى وقت طويل على كبح استخدام القوة التي تتجاوز تفويض الكونجرس" وأنهم كانوا يأملون في أن يكون هذا بمثابة " نموذج لإنهاء الأعمال العدائية في المستقبل - على وجه الخصوص، حيث تبحث أنت وإدارتك عن حل سياسي لمشاركتنا في أفغانستان.كان ماسي أيضًا أحد المشرعين التسعة الذين وقعوا خطابًا إلى الرئيس ترامب يطلبون فيه مقابلة معه ويحثونه على توقيع "قرار مجلس الشيوخ المشترك رقم 7"، التي تستدعي قانون صلاحيات الحرب لعام 1973 لإنهاء المشاركة العسكرية الأمريكية غير المصرح بها في النزاع المسلح للتحالف الذي تقوده السعودية ضد القوات الحوثية اليمنية، والذي بدأته إدارة أوباما في عام 2015.وأكدوا أن "التحالف الذي تقوده السعودية فرض حصار جوي وبحري على اليمنيين كجزء من حربه ضد الحوثيين في اليمن واصل منع توزيع هذه السلع الحيوية دون عوائق، مما ساهم في معاناة ومقتل أعداد كبيرة من المدنيين اليمنيين في جميع أنحاء البلاد "، وموافقة ترامب على القرار من خلال توقيعه من شأنه أن يعطي إشارة قوية للتحالف الذي تقوده السعودية من أجل إنهاء الحرب على اليمن المستمرة منذ أربع سنوات.
في 10 أبريل 2019، حصل ماسي على تبادل متوتر (يُطلق عليه أيضًا «واحدة من أكثر اللحظات اللاحقة في تاريخ الكونغرس»)، مع وزير الخارجية السابق جون كيري خلال شهادة كيري أمام لجنة الرقابة والإصلاح في مجلس النواب عندما اتصل ماسي حصل كيري على درجة العلوم السياسية من جامعة ييل «درجة العلوم الزائفة»، ودعا موقف كيري بشأن تغير المناخ «العلوم الزائفة». أجاب كيري، «هل أنت جاد؟ أقصد أن هذا أمرا خطيرا للغاية يحدث هنا؟»
يوليو 2019، كان ماسي هو الجمهوري الوحيد من بين 17 عضوًا بالكونجرس صوتوا ضد قرار مجلس النواب الذي عارض الجهود المبذولة لمقاطعة دولة إسرائيل والمقاطعة العالمية وسحب الاستثمارات والعقوبات.
في 20 نوفمبر 2019، كان ماسي هو الوحيد الذي صوت ب «لا» في الكونغرس الأمريكي على قانون حقوق الإنسان والديمقراطية في هونغ كونغ لعام 2019، والذي ادعى أنه «تصعيد» مع جمهورية الصين الشعبية.

## المواقف السياسية

### البيئة
قال ماسي إن الدليل الكامن وراء الإجماع العلمي حول تغير المناخ ليس مقنعًا، وحول موضوع تغير المناخ، قال ماسي «هناك تضارب في المصالح لبعض الأشخاص الذين يقومون بالبحث، أعتقد أن بعض الأشخاص يحاولون الاندماج للخلف، بدءًا من الإجابة والعمل بطريقة أخرى، أعتقد أن هيئة المحلفين ما زالت خارج المساهمة من أنشطتنا للتغيير في مناخ الأرض». في عام 2013، أشار ضمنيًا إلى أن الطقس البارد يقوض حجة تغير المناخ، حيث قال «لقد ألغيت جلسة لجنة العلوم اليوم حول ظاهرة الاحتباس الحراري بسبب الثلوج».
في عام 2019 خلال جلسة استماع للجنة الرقابة في مجلس النواب حول تأثير التغير المناخي، اقترح ماسي أن المخاوف بشأن ارتفاع مستويات ثاني أكسيد الكربون مبالغ فيها، وسأل شاهدًا، السناتور السابق جون كيري، عن سبب ارتفاع مستويات ثاني أكسيد الكربون منذ ملايين السنين على الرغم من عدم وجودها من البشر.وصفت سي إن إن البريطانية وواشنطن بوست الأمريكية تبادل ماسي مع الشاهد بأنه «سريالي» و «غريب».
ماسيا يدعم تفكيك وكالة حماية البيئة، وصوت لمنع وزارة الدفاع من الإنفاق على التكيف مع المناخ. وأيضا صوّت لإلغاء قاعدة حماية التيار، التي تفرض شروطًا أكثر صرامة على تعدين الفحم لمنع دخول حطام الفحم إلى المجاري المائية.في عام 2018، بعد أن ألقى الرئيس الفرنسي إيمانويل ماكرون خطابًا أمام الكونجرس ذكر فيه رغبته في أن تنضم الولايات المتحدة الأمريكية إلى اتفاقيات باريس المناخية للحد من تغير المناخ، قال ماسي إن ماكرون كان "عالمًا عسكريًا اشتراكيًا تنذر بالخطر بخصوص "المستقبل المظلم للحزب الديمقراطي الأمريكي".

### الرعاية الصحية
يدعم ماسي إلغاء قانون رعاية بأسعار معقولة{"اوباما كير"] في عام 2017، انتقد الجهود التي يقودها الجمهوريون لإلغاء أجزاء من قانون الرعاية بأسعار معقولة، وقال إن الجهود "جاءت أقل بكثير من وعدنا بإلغاء " اوباما كير".

### حقوق الإنسان
في نوفمبر 2019، كان ماسي العضو الوحيد في كونغرس الولايات المتحدة للتصويت ضد قانون حقوق الإنسان والديمقراطية في هونج كونج، وفي ديسمبر 2019 كان العضو الوحيد في مجلس النواب للتصويت ضد إدانة معاملة اليوغور في الصين.أوضح ماسي على موقع تويتر أن منطقه هو أنه ليس من حق الولايات المتحدة التدخل في الشؤون الداخلية للدول الأخرى.

### أمور أخرى
في أكتوبر 2019، انتقد ماسي الحكم بالسجن على ماريا بوتينا، وهي مواطنة روسية أقرت بأنها مذنبة بالتآمر للعمل كعميلة أجنبية في الولايات المتحدة.كانت قد سعت للتسلل إلى الرابطة الوطنية للبنادق من أجل التأثير على الولايات المتحدة تجاه روسيا . وصف ماسي عقوبة السجن بأنها «رهاب». في أغسطس 2019، قال ماسي إنه يجب وضع مدير مكتب التحقيقات الفيدرالي السابق جيمس كومي في السجن بدلاً من بوتينا.